# Wonder Showzen
A Wonder Showzen rövid életű amerikai felnőtteknek szóló szkeccsműsor volt, amelyet 2005-től 2006-ig vetített az MTV2. A sorozatot Vernon Chatman és John Lee, a PFFR nevű együttes tagjai készítették.
A Wonder Showzen a The Electric Company és a Szezám utca című gyerekeknek szóló sorozatok paródiája. A műsor olyan témákat szatirizált, mint a politika, a vallás, a háború, a szex és a kultúra. Jellemző volt a fekete humor használata is.
1 évadot élt meg 16 epizóddal. 2005. március 11.-től 2006. május 19.-ig vetítették.

## Háttér
Vernon Chatman és John Lee már 1999-ben elkészítették a sorozatot, és 2000-ben bemutatták a USA Networknek, de a csatorna vezetősége úgy érezte, nem illik a műsorkínálatukba ez a formátum. 
Az MTV2 azonban műsorára tűzte a sorozatot. A műsor eredeti neve "Kids Show" volt.
Az első évad 2006. március 28.-án jelent meg DVD-n, míg a második évad három nappal később került piacra. A sorozat készítői elmondták, hogy a harmadik évad "nem valószínű, hogy lesz", így az MTV le is vette a műsoráról.

## Fogadtatás
Matt Groening, a Simpson család és a Futurama készítője pozitívan nyilatkozott a sorozatról.
Az Adult Swim csatorna szerint "ez egy gyerekekről szóló műsor bolondoknak, és mi imádjuk".